# Ratpenat cuallarg del desert
El ratpenat cuallarg del desert (Nyctinomops femorosaccus) és una espècie de ratpenat de la família dels molòssids que es troba a Mèxic i als Estats Units (Arizona, Califòrnia, Nou Mèxic i Texas).